# Beilschmiedia oblongifolia
Beilschmiedia oblongifolia är en lagerväxtart som beskrevs av Robyns & Wilczek. Beilschmiedia oblongifolia ingår i släktet Beilschmiedia och familjen lagerväxter. Inga underarter finns listade i Catalogue of Life.